# Alan Hale Sr.

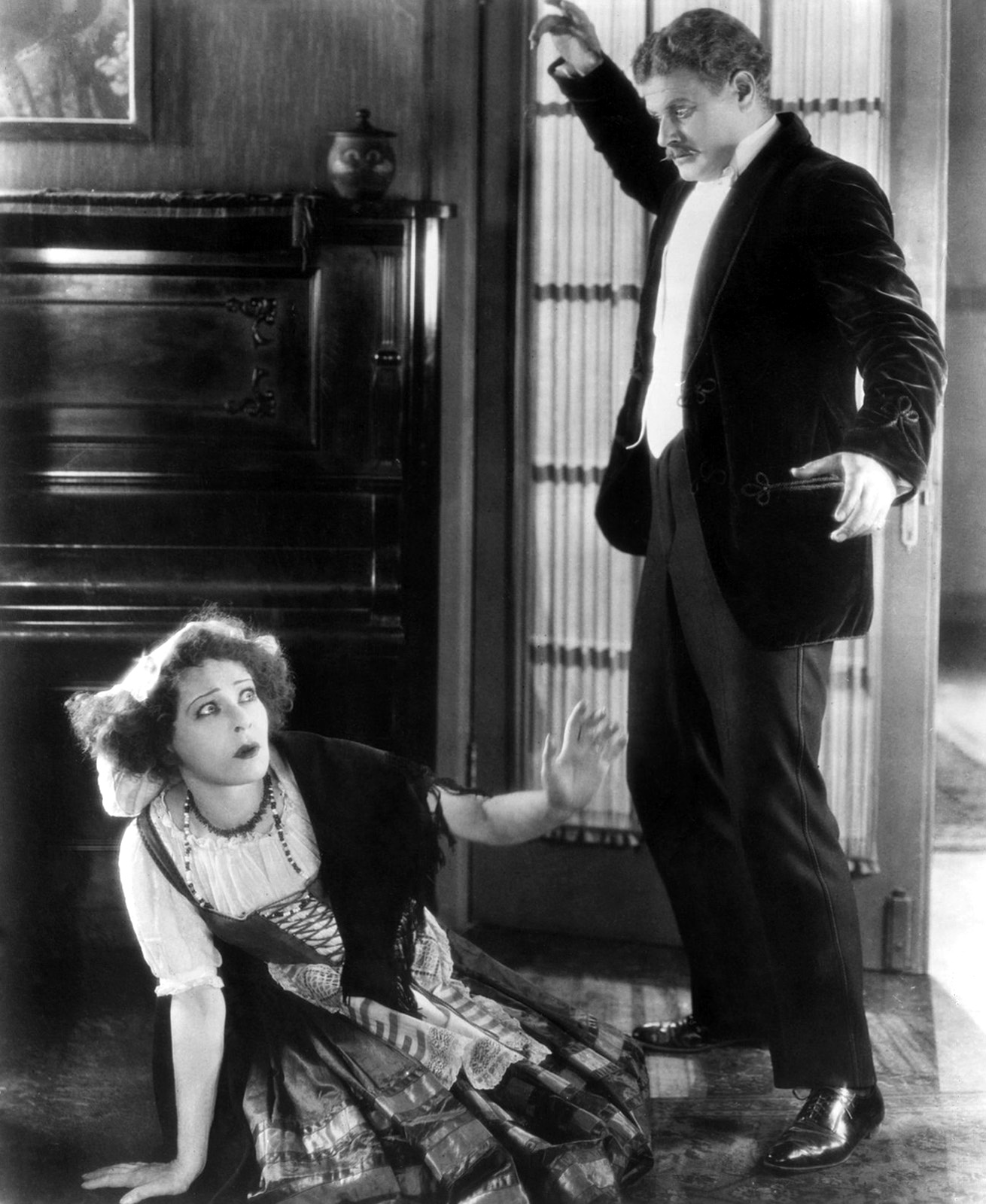
Alla Nazimova y Alan Hale Sr. en A Doll's House (1922)

Alan Hale Sr. (Washington D. C., 10 de febrero de 1892-Hollywood, 22 de enero de 1950) fue un actor y director cinematográfico estadounidense, conocido por sus múltiples papeles de reparto como actor de carácter, en particular por los que hizo junto a Errol Flynn.

## Biografía
Su verdadero nombre era Rufus Edward Mackahan, y nació en Washington D. C.
Su primer papel tuvo lugar en el film mudo de 1911 The Cowboy and the Lady. En 1922 interpretó a «Little John» en Robín de los bosques, con Douglas Fairbanks y Wallace Beery, retomando el papel dieciséis años después en Robín de los bosques, con Errol Flynn y Basil Rathbone, y una última vez en Rogues of Sherwood Forest (1950), con John Derek como Robin Hood, 28 años después de su primera interpretación del personaje.
Entre sus otros filmes se incluyen: Niebla sobre San Francisco (Fog Over Frisco), The Little Minister, y It Happened One Night, con Clark Gable, todos estrenados en 1934; la versión de 1937 de Stella Dallas; High, Wide, and Handsome; The Fighting 69th, con James Cagney; They Drive By Night, con George Raft, Ann Sheridan, Ida Lupino, y Humphrey Bogart; Manpower, con Edward G. Robinson, Marlene Dietrich, y George Raft; y This Is the Army, con George Murphy y Ronald Reagan, película de 1943 en la que interpretaba al cascarrabias sargento McGee.
En total, Hale dirigió ocho filmes en las décadas de 1920 y 1930, y actuó en 235 películas.
Hale estuvo casado durante más de treinta años con la actriz Gretchen Hartman (1897-1979), y tuvo con ella tres hijos. Uno de ellos fue el actor Alan Hale Jr., conocido por encarnar al «Capitán» en la serie televisiva La isla de Gilligan.
Alan Hale Sr. falleció en Hollywood, California, en 1950 como consecuencia de una enfermedad hepática. Fue enterrado en el Cementerio Forest Lawn Memorial Park de Glendale, California.

## Filmografía parcial
| - The Cowboy and the Lady (1911) - The Fox (1921) - The Trap (1922) - Robín de los bosques (Robin Hood, 1922) - The Covered Wagon (1923) - Hollywood (1923), cameo - Cameo Kirby (Sota, caballo y rey) (1923) - One Night in Rome (1924) - Susan Lenox (Her Fall and Rise) (1931) - The Sin of Madelon Claudet (El pecado de Madelon Claudet) (1931) - Union Depot (1932) - La patrulla perdida (The Lost Patrol, 1934) - It Happened One Night (1934) - Niebla sobre San Francisco (Fog Over Frisco, 1934) - Cautivo del deseo (Of Human Bondage, 1934) - Imitation of Life (Imitación de la vida) (1934) - Little Man, What Now? (¿Y ahora qué?) (1934) - The Little Minister (Sangre gitana) (1934) - Las cruzadas (The Crusades, 1935) - The Last Days of Pompeii (1935) - Two in the Dark (1936) - A Message to Garcia (1936) - Our Relations (Dos pares de mellizos) (1936) - The Prince and the Pauper (1937) - High, Wide, and Handsome (La furia del oro negro) (1937) - Stella Dallas (1937) - Thin Ice (1937) - Las aventuras de Marco Polo (The Adventures of Marco Polo, 1938) - Robin de los bosques (The Adventures of Robin Hood, 1938) - Four Men and a Prayer (1938) - Argel (Algiers, 1938) - Listen, Darling (1938) - The Sisters (Las hermanas) (1938) | - Dodge City (1939) - The Man in the Iron Mask (La máscara de hierro) (1939) - Dust Be My Destiny (Defendiendo mi vida) (1939) - La vida privada de Elizabeth y Essex (The Private Lives of Elizabeth and Essex, 1939) - On Your Toes (1939) - Green Hell (1940) - The Fighting 69th (1940) - Virginia City (Oro, amor y sangre) (1940) - The Sea Hawk (El halcón del mar) (1940) - They Drive by Night (La pasión ciega) (1940) - Tugboat Annie Sails Again (1940) - Camino de Santa Fe (Santa Fe Trail, 1940) - The Strawberry Blonde (1941) - Footsteps in the Dark (1941) - Manpower (1941) - Captains of the Clouds (1942) - Desperate Journey (1942) - Gentleman Jim (1942) - Action in the North Atlantic (1943) - This Is the Army (1943) - Destination Tokyo (Destino Tokyo) (1943) - The Adventures of Mark Twain (1944) - God Is My Co-Pilot (1945) - Hotel Berlin (1945) - Night and Day (Noche y día) (1946) - The Man I Love (El hombre que yo amo) (1947) - Pursued (1947) - El burlador de Castilla (Adventures of Don Juan, 1948) - The Inspector General (1949) - Stars in My Crown (1950) - Colt .45 (1950) - Rogues of Sherwood Forest (1950) |